# LOSC Lille 2023-2024 (femminile)
Questa voce raccoglie le informazioni riguardanti il LOSC Lille nelle competizioni ufficiali della stagione 2023-2024.

## Divise e sponsor
Le divise ripropongono la grafica della squadra maschile del Lilla. Sponsor ufficiale è Boulanger, mentre quello tecnico, forniture delle tenute da gioco, è New Balance.
| Casa | Trasferta | Terza divisa |

## Organigramma societario
Area tecnica
- Allenatore: Rachel Saïdi
- Vice allenatore: Gauthier De Timmerman
- Preparatore dei portieri:
- Preparatore atletico:
- Medico sociale:

## Rosa
| N. |                    | Ruolo | Calciatrice      |
| -- | ------------------ | ----- | ---------------- |
| 1  | Francia (bandiera) | P     | Floriane Azem    |
| 2  | Francia (bandiera) | D     | Céleste Delcroix |
| 4  | Canada (bandiera)  | D     | Olivia Mbala     |
| 5  | Marocco (bandiera) | D     | Nesryne El Chad  |
| 6  | Francia (bandiera) | C     | Aurore Paprzycki |
| 7  | Francia (bandiera) | A     | Lorena Azzaro    |
| 8  | Brasile (bandiera) | C     | Marjorie         |
| 9  | Francia (bandiera) | A     | Danielle Roux    |
| 10 | Francia (bandiera) | A     | Naomie Bamenga   |
| 11 | Francia (bandiera) | C     | Maïté Boucly     |
| 14 | Francia (bandiera) | A     | Anaïs Ribeyra    |

| N. |                    | Ruolo | Calciatrice                         |
| -- | ------------------ | ----- | ----------------------------------- |
| 15 | Francia (bandiera) | A     | Julie Pian                          |
| 16 | Francia (bandiera) | P     | Elisa Launey                        |
| 17 | Francia (bandiera) | A     | Julie Rabanne                       |
| 19 | Francia (bandiera) | C     | Claire Lelarge                      |
| 22 | Francia (bandiera) | D     | Tess Laplacette                     |
| 25 | Francia (bandiera) | D     | Agathe Ollivier                     |
| 26 | Francia (bandiera) | D     | Anaïs Lambert                       |
| 27 | Francia (bandiera) | D     | Gwenaëlle Devleeschauwer (capitano) |
| 28 | Francia (bandiera) | C     | Amandine Henry                      |
| 30 | Canada (bandiera)  | P     | Taylor Beitz                        |

## Calciomercato

### Sessione estiva
| Acquisti | Acquisti           | Acquisti  | Acquisti                  |
| R.       | Nome               | da        | Modalità                  |
| -------- | ------------------ | --------- | ------------------------- |
| P        | Taylor Beitz       | Nantes    |                           |
| D        | Céleste Delcroix   | Lilla U19 | aggregata dalle giovanili |
| D        | Tess Laplacette    | Paris FC  |                           |
| C        | Marjorie Boilesen  | Metz      |                           |
| C        | Claire Lelarge     | Nantes    |                           |
| C        | Valéryane Policnik | Lilla U19 | aggregata dalle giovanili |
| A        | Jessy Roux         | Soyaux    |                           |

| Cessioni | Cessioni          | Cessioni       | Cessioni |
| R.       | Nome              | a              | Modalità |
| -------- | ----------------- | -------------- | -------- |
| P        | Floriane Azem     | Etoile Carouge |          |
| C        | Justine Rougemont | Metz           |          |
| A        | Noémie Mouchon    | Stade Reims    |          |

### Sessione invernale
| Acquisti | Acquisti       | Acquisti                    | Acquisti |
| R.       | Nome           | da                          | Modalità |
| -------- | -------------- | --------------------------- | -------- |
| D        | Magou Doucouré | svincolata (ex Stade Reims) | [ 1 ]    |
| C        | Amandine Henry | Angel City                  | prestito |

| Cessioni | Cessioni       | Cessioni   | Cessioni      |
| R.       | Nome           | a          | Modalità      |
| -------- | -------------- | ---------- | ------------- |
| C        | Amandine Henry | Angel City | fine prestito |

## Risultati

### Division 1

#### Girone di andata
| Arbitro: | Daupeux |

|  |           |                                         |
|  | Marcatori | 14’ Matéo 45’, 89’ Thiney 80’ Ribadeira |

| Arbitro: | Elbour |

|                        |           |                                                      |
| Abdu 31’ Wu 86’, 90+2’ | Marcatori | 64’ Boilesen 74’ Boucly 90+6’ (rig.) Machart-Rabanne |

| Arbitro: | Efe |

|                                     |           |              |
| Machart-Rabanne 50’ (rig.) Roux 87’ | Marcatori | 2’ Le Garrec |

| Arbitro: | Gerbel |

|                                       |           |                       |
| Tchaptchet 90+2’ El Chad 90+8’ (aut.) | Marcatori | 7’ Azzaro 24’ El Chad |

| Arbitro: | Daupeux |

|  |           |                                                         |
|  | Marcatori | 12’ Katoto 25’ Chawinga 45’ Baltimore 490+2’ Vangsgaard |

| Villeneuve-d'Ascq 3 novembre 2023, ore 15:00 CET 6ª giornata | Lilla        | 0 – 0 referto | Montpellier | Stadium 1 (1 633 spett.)\| Arbitro: \| Rochebilière \| |
| Arbitro:                                                     | Rochebilière |               |             |                                                        |

| Arbitro: | Gerbel |

|                                              |           |                                                            |
| Jézéquel 26’ Teinturier 30’, 56’ Donnary 68’ | Marcatori | 17’ (rig.) Azzaro 20’ Paprzycki 73’ (rig.) Machart-Rabanne |

| Arbitro: | Collin |

|         |           |                              |
| Roux 2’ | Marcatori | 57’ (rig.) Browne 72’ Elmore |

| Arbitro: | Efe |

|                          |           |  |
| Kim 21’, 66’ Sangaré 62’ | Marcatori |  |

| Arbitro: | Jeannot |

|                                                                          |           |  |
| Renard 17’ Hegerberg 28’ (rig.) Egurrola 57’ Mbock Bathy 59’ Majri 90+2’ | Marcatori |  |

| Arbitro: | Daupeux |

|                                       |           |                                                                 |
| Boucly 63’ Machart-Rabanne 86’ (rig.) | Marcatori | 33’ Corboz 56’ Mouchon 62’ Demehin 79’ Imuran 90+3’ Chossenotte |

#### Girone di ritorno
| Arbitro: | Laur |

|                                                                   |           |  |
| Katoto 26’ Baltimore 37’, 57’ Chawinga 55’ Geyoro 60’ Martens 86’ | Marcatori |  |

| Arbitro: | Beyer |

|                  |           |                            |
| Ribeyra 66’, 85’ | Marcatori | 21’ Jedlińska 34’ Marcetto |

| Arbitro: | Rochebilière |

|                              |           |                        |
| Korošec 70’, 90+6’ Bussy 76’ | Marcatori | 65’ Ribeyra 71’ Azzaro |

| Arbitro: | Vanderstichel |

|                                          |           |                                             |
| Ribeyra 25’ Machart-Rabanne 48’ Pian 57’ | Marcatori | 4’ Enguehard 45’ Cardia 86’ (rig.) Benyahia |

| Arbitro: | Collin |

|  |           |                                   |
|  | Marcatori | 52’ (rig.) Stárová 90+1’ Bhandari |

| Arbitro: | Rochebilière |

|                                 |           |          |
| Chossenotte 7’ Mouchon 35’, 41’ | Marcatori | 17’ Pian |

| Arbitro: | Efe |

|  |           |                                                           |
|  | Marcatori | 4’, 60’ Becho 26’ Marozsán 44’, 51’, 67’ Majri 63’ Joseph |

| Arbitro: | Fournier |

|                  |           |                           |
| Kouassi 43’, 51’ | Marcatori | 36’ Azzaro 90+3’ Boilesen |

| Arbitro: | Rochebilière |

|               |           |                         |
| Torrent 45+3’ | Marcatori | 51’ Boilesen 90+5’ Pian |

| Arbitro: | Gerbel |

|              |           |                            |
| Boucly 90+4’ | Marcatori | 12’ Bahlouli 15’ Bourgouin |

| Arbitro: | Collin |

|                   |           |             |
| Caputo 20’ (rig.) | Marcatori | 53’ Ribeyra |

### Coppa di Francia
| Arbitro: | Vanderstichel |

|               |           |                                         |
| Vagre 6’, 23’ | Marcatori | 49’ Doucouré 77’ Pian 89’ (aut.) Palene |

| Arbitro: | Gerbe |

|                                         |           |                          |
| Pian 8’ Sow 20’ (aut.) Ribeyra 45’, 73’ | Marcatori | 16’ Tchakounté 26’ Clark |

| Arbitro: | Collin |

|                                                   |           |          |
| Kouassi 16’, 75’ Grabowska 63’, 74’ Fernandes 89’ | Marcatori | 22’ Roux |

## Statistiche

### Statistiche di squadra
| Competizione     | Punti | In casa | In casa | In casa | In casa | In casa | In casa | In trasferta | In trasferta | In trasferta | In trasferta | In trasferta | In trasferta | Totale | Totale | Totale | Totale | Totale | Totale | DR  |
| Competizione     | Punti | G       | V       | N       | P       | Gf      | Gs      | G            | V            | N            | P            | Gf           | Gs           | G      | V      | N      | P      | Gf     | Gs     | DR  |
| ---------------- | ----- | ------- | ------- | ------- | ------- | ------- | ------- | ------------ | ------------ | ------------ | ------------ | ------------ | ------------ | ------ | ------ | ------ | ------ | ------ | ------ | --- |
| Division 1       | 13    | 11      | 1       | 3       | 7       | 11      | 32      | 11           | 1            | 4            | 6            | 16           | 33           | 22     | 2      | 7      | 13     | 27     | 65     | -38 |
| Coppa di Francia | -     | 1       | 1       | 0       | 0       | 4       | 2       | 2            | 1            | 0            | 1            | 4            | 7            | 3      | 2      | 0      | 1      | 8      | 9      | -1  |
| Totale           | -     | 12      | 2       | 3       | 7       | 15      | 34      | 13           | 2            | 4            | 7            | 20           | 40           | 25     | 4      | 7      | 14     | 35     | 74     | -39 |

### Andamento in campionato
| Giornata  | 1  | 2 | 3 | 4 | 5 | 6 | 7 | 8 | 9 | 10 | 11 | 12 | 13 | 14 | 15 | 16 | 17 | 18 | 19 | 20 | 21 | 22 |
| --------- | -- | - | - | - | - | - | - | - | - | -- | -- | -- | -- | -- | -- | -- | -- | -- | -- | -- | -- | -- |
| Luogo     | C  | T | C | T | C | C | T | C | T | T  | C  | T  | C  | T  | C  | C  | T  | C  | T  | T  | C  | T  |
| Risultato | P  | N | V | N | P | N | P | P | P | P  | P  | P  | N  | P  | N  | P  | P  | P  | N  | V  | P  | N  |
| Posizione | 12 | 8 | 6 | 7 | 8 | 8 | 9 | 9 | 9 | 11 | 11 | 12 | 11 | 12 | 11 | 11 | 11 | 11 | 11 | 11 | 11 | 12 |

Legenda:

Luogo: C = Casa; T = Trasferta. Risultato: V = Vittoria; N = Pareggio; P = Sconfitta.

### Statistiche delle giocatrici
| Giocatore          | Division 1 | Division 1 | Division 1  | Division 1 | Coppa di Francia | Coppa di Francia | Coppa di Francia | Coppa di Francia | Totale   | Totale | Totale      | Totale     |
| Giocatore          | Presenze   | Reti       | Ammonizioni | Espulsioni | Presenze         | Reti             | Ammonizioni      | Espulsioni       | Presenze | Reti   | Ammonizioni | Espulsioni |
| ------------------ | ---------- | ---------- | ----------- | ---------- | ---------------- | ---------------- | ---------------- | ---------------- | -------- | ------ | ----------- | ---------- |
| L. Azzaro          | 21         | 4          | 0           | 0          | 2                | 0                | 0                | 0                | 23       | 4      | 0           | 0          |
| N. Bamenga         | 18         | 0          | 5           | 0          | 3                | 0                | 1                | 0                | 21       | 0      | 6           | 0          |
| T. Beitz           | 2          | -5         | 0           | 0          | 2                | -7               | 0                | 0                | 4        | -12    | 0           | 0          |
| M. Boilesen        | 16         | 3          | 0           | 0          | 2                | 0                | 0                | 0                | 18       | 3      | 0           | 0          |
| M. Boucly          | 21         | 3          | 2           | 0          | 3                | 0                | 0                | 0                | 24       | 3      | 2           | 0          |
| C. Delaby          | 7          | 0          | 0           | 0          | 1                | 0                | 0                | 0                | 8        | 0      | 0           | 0          |
| C. Delcroix        | 1          | 0          | 0           | 0          | -                | -                | -                | -                | 1        | 0      | 0           | 0          |
| G. Devleesschauwer | 9          | 0          | 1           | 0          | 2                | 0                | 1                | 0                | 11       | 0      | 2           | 0          |
| M. Doucouré        | 11         | 0          | 0           | 0          | 2                | 1                | 1                | 0                | 13       | 1      | 1           | 0          |
| N. El Chad         | 9          | 1          | 1           | 0          | -                | -                | -                | -                | 9        | 1      | 1           | 0          |
| M. Fouda Ahmadou   | 0          | 0          | 0           | 0          | -                | -                | -                | -                | 0        | 0      | 0           | 0          |
| A. Henry           | 2          | 0          | 1           | 0          | 2                | 0                | 0                | 0                | 4        | 0      | 1           | 0          |
| K. Johnson         | 7          | 0          | 2           | 0          | -                | -                | -                | -                | 7        | 0      | 2           | 0          |
| A. Lambert         | 7          | 0          | 0           | 0          | 2                | 0                | 0                | 0                | 9        | 0      | 0           | 0          |
| T. Laplacette      | 16         | 0          | 4           | 0          | 3                | 0                | 1                | 0                | 19       | 0      | 5           | 0          |
| É. Launay          | 20         | -60        | 0           | 0          | 1                | -2               | 0                | 0                | 21       | -62    | 0           | 0          |
| A. Lauwarier       | 1          | 0          | 0           | 0          | -                | -                | -                | -                | 1        | 0      | 0           | 0          |
| C. Lelarge         | 10         | 0          | 1           | 0          | -                | -                | -                | -                | 10       | 0      | 1           | 0          |
| J. Machart-Rabanne | 22         | 5          | 3           | 0          | 3                | 0                | 0                | 0                | 25       | 5      | 3           | 0          |
| O. Mbala           | 18         | 0          | 2           | 0          | 1                | 0                | 0                | 0                | 19       | 0      | 2           | 0          |
| A. Ollivier        | 19         | 0          | 2           | 0          | 3                | 0                | 0                | 0                | 22       | 0      | 2           | 0          |
| A. Paprzycki       | 21         | 1          | 7           | 0          | 2                | 0                | 1                | 0                | 23       | 1      | 8           | 0          |
| F. Philippe        | -          | -          | -           | -          | -                | -                | -                | -                | -        | -      | -           | -          |
| J. Pian            | 22         | 3          | 3           | 0          | 3                | 2                | 0                | 0                | 25       | 5      | 3           | 0          |
| D. Piette          | -          | -          | -           | -          | -                | -                | -                | -                | -        | -      | -           | -          |
| V. Policnik        | 1          | 0          | 0           | 0          | -                | -                | -                | -                | 1        | 0      | 0           | 0          |
| A. Ribeyra         | 18         | 5          | 0           | 0          | 2                | 2                | 0                | 0                | 20       | 7      | 0           | 0          |
| D. Roux            | 21         | 2          | 3           | 0          | 3                | 1                | 0                | 0                | 24       | 3      | 3           | 0          |
| P. Ruffelaere      | 0          | 0          | 0           | 0          | 0                | 0                | 0                | 0                | 0        | 0      | 0           | 0          |
| J. Vanuxeem        | 1          | 0          | 0           | 0          | -                | -                | -                | -                | 1        | 0      | 0           | 0          |